# Georgina Jiménez de López
Georgina Isabel Jiménez de López (Ciutat de Panamà, Panamà, 15 de febrer de 1904 - Califòrnia, EUA, 1994) va ser una sociòloga, escriptora, catedràtica, investigadora, feminista i activista panamenya a favor dels drets de la dona.

## Vida i obra
Filla d'Antonio Jiménez i Paula Rivera Urriola, es va graduar-se de mestra a l'Escola Normal de Institutrius el 1922 i va exercir en diverses institucions d'educació al Panamà; posteriorment, i després de graduar-se del batxillerat en ciències per la Universitat de Nova York el 1932, va cursar estudis de mestratge en ciències polítiques i undoctorat a la Universitat de Colúmbia.
Com activista feminista va participar del moviment liderat per Clara González a Panamà i, a més, va ser una de les fundadores del Centre Feminista Renovació dels Sants, agrupació que va representar com a delegada al Primer Congrés Feminista de 1923. D'altra banda, va militar a la Unió Nacional de Dones, la secretaria de la qual va obtenir el 1945.
En l'àmbit de la sociologia, va ser pionera al Panamà al costat de Demetrio Porras (1898-1972) i Ofelia Hooper (1900-1981); d'altra banda, va ser la primera dona que va dedicar la vida a l'ensenyament d'aquesta disciplina al país.